# Francis Shaughnessy
Pour les articles homonymes, voir Shaughnessy.
Francis Shaughnessy (né le 21 juin 1911 à Roanoke (Virginie) et mort le 12 juin 1982 à Montréal) est un hockeyeur sur glace américain. Lors des Jeux olympiques d'hiver de 1936 disputés à Garmisch-Partenkirchen il remporte la médaille de bronze.

## Palmarès
- Médaille de bronze aux Jeux olympiques de Garmisch-Partenkirchen en 1936